# The Mysterious Mr. M
Misteriosul Mr. M (titlu original: The Mysterious Mr. M) este un film SF american din 1946 regizat de Lewis D. Collins și Vernon Keays. În rolurile principale joacă actorii Richard Martin, Pamela Blake, Dennis Moore.

## Prezentare
Anthony Waldron intenționează să fure noul submarin inventat de Dr. Kittridge în timp ce dă vina pe un geniu fictiv pe care-l numește "Mr. M.". Pentru a realiza acest plan, Waldron folosește un medicament de control al minții pe care l-a dezvoltat și numit "Hypnotreme." Cu toate acestea, curând apare un răufăcător misterios care pretinde a fi adevăratul domn M și încearcă să-l avertizeze pe Waldron.
Agentul federal Grant Farrell, al cărui frate a fost ucis de Waldron, este însărcinat cu misiunea de a-l găsi pe misteriosul personaj negativ și să pună capăt planurilor sale nefaste.  Grant Farrell face o echipă cu Kirby Walsh și Shirley Clinton în acest scop. 

## Capitole
1. When Clocks Chime Death
2. Danger Downward
3. Flood of Flames
4. The Double Trap
5. Highway Execution
6. Heavier than Water
7. Strange Collision
8. When Friend Kills Friend
9. Parachute Peril
10. The Human Time-bomb
11. The Key to Murder
12. High-line Smash-up
13. The Real Mr. M

SURSA:

## Distribuție
- Richard Martin - Detective Lieutenant Kirby Walsh
- Pamela Blake - Shirley Clinton, insurance investigator
- Dennis Moore - Agent Grant Farrell
- Virginia Brissac - Cornelia Waldron
- Danny Morton (actor) - Derek Lamont, one of Waldron's henchmen
- Edmund MacDonald - Anthony Waldron, the original villain
- Byron Foulger - Wetherby, the "real" Mr. M
- Jane Randolph - Marina Lamont, one of Waldron's henchmen
- Jack Ingram - William Shrag, the spearpoint heavy (chief henchman)

SURSA: